# Franz Deutsch
Franz Deutsch (* 25. August 1928 in Graz, Steiermark; † 28. Juli 2011 ebenda) war ein österreichischer Radrennfahrer.

## Sportliche Laufbahn
Franz Deutsch gilt als die „schillerndste Figur der Nachkriegsjahre im österreichischen Radsport“. Er war zunächst als Fußballspieler beim SK Sturm Graz aktiv. Nachdem er 1949 Zweiter der Österreich-Rundfahrt hinter Richard Menapace geworden war, konzentrierte er sich auf den Radsport. Zehnmal startete er bei der heimischen Rundfahrt: 1951 und 1952 gewann er diese Rundfahrt und entschied insgesamt zwölf Etappen für sich, was bis heute Rekord ist (Stand 2017). Bei der Internationalen Friedensfahrt gewann er zwei Etappen (1952 und 1953). Dabei legte er 1953 von Görlitz nach Berlin solo zurück, ein Rekord, der erst 2003 mit einer 200-Kilometer-Solofahrt von dem polnischen Rennfahrer Bartosz Huzarski gebrochen wurde.
Später gestand Deutsch, er habe sich mit „sechs Bier mit jeweils einem Underberg“ „gedopt“. Sein Sportkollege Max Bulla nannte ihn deshalb den „Dulliöh-Sieger, aufgeputscht mit Wein und Bier“.

## Berufliches
Nach Beendigung seiner Laufbahn als Sportler betrieb er in Wien ein Kaffeehaus.  Franz Deutsch verstarb am 28. Juli 2011 im Alter von 82 Jahren.

## Erfolge
1950
- zwei Etappen Österreich-Rundfahrt

1951
- Österreich-Rundfahrt

1952
- Gesamtwertung und drei Etappen Österreich-Rundfahrt
- eine Etappe Friedensfahrt

1953
- zwei Etappen Österreich-Rundfahrt
- eine Etappe Friedensfahrt

1954
- eine Etappe Österreich-Rundfahrt

1956
- zwei Etappen Österreich-Rundfahrt

1957
- eine Etappe Österreich-Rundfahrt